# Platinum
Platinum är ett album av den brittiske musikern Mike Oldfield, utgivet 1979. Det släpptes i USA med titeln Airborn, där den enda skillnaden var att spåret Woodhenge på den amerikanska versionen ersatts av Guilty, som är en låt i disco-stil och även släpptes som singel. 
Klyftan mellan Virgin Records Richard Branson och Oldfield börjar göra sig mer synlig här. Spåret som kallas Sally var ursprungligen en låt som Oldfield tillägnat sin dåvarande flickvän Sally Cooper. Branson ogillade låten och krävde att den skulle ersättas av en annan låt, Into Wonderland. Skivomslaget hade redan gjorts och ett antal skivor hade redan tryckts, så spåret står trots det kvar som Sally.
Spåret Punkadiddle är en satirisk musikalisk kommentar från Oldfield om genren punkrock som hade vuxit starkt medan han var upptagen med Incantations. Oldfield gillade inte musikstilen och kände sig undansatt eftersom Virgin Records skrev kontrakt med flera punkband medan de underlät att marknadsföra Oldfields album.

## Låtlista
1. "Part One: Airborne" - 5:06
2. "Part Two: Platinum" - 6:03
3. "Part Three: Charleston" - 3:17
4. "Part Four: North Star/Platinum Finale" - 4:43
5. "Woodhenge" - 4:06
6. "Sally" - 5:00
7. "Punkadiddle" - 4:56
8. "I Got Rhythm" - 4:40

## Medverkande
- Mike Oldfield - gitarrer, keyboard, piano, vibrafon
- Pierre Moerlen - trummor, vibrafon
- Alan Schwartzberg - trummor
- Maurice Pert - trummor
- Niel Jason - bas
- Hansford Rowe - bas
- Francisco Centeno - bas
- Nicko Ramsden - keyboard
- Peter Lemer - keyboard
- Sally Cooper - rörklockor (tubular bells)
- Wendy Roberts - sång